# مارك ويليامز
مارك ويليامز (بالإنجليزية: Mark Williams)‏ من مواليد 11 أغسطس 1966، لاعب كرة قدم جنوبي أفريقي سابق.
لعب مع أندية وولفرهامبتون واندرز الإنجليزي وتشونغكينغ ليفان الصيني ونادي كينغداو زهونغنينغ الصيني ولعب في نادي الشباب السعودي لمدة قصيرة حقق من خلالها وصافة الدوري السعودي وكان يريد الاستمرار ولكن إدارة النادي السعودي كان لها رأي آخر رغم أن جماهير النادي تعلقت به كثيراً.
و قد لعب مع منتخب جنوب أفريقيا لكرة القدم 23 مباراة وسجل 9 أهداف.

## روابط خارجية
- مارك ويليامز على موقع قاعدة بيانات كرة القدم.إي يو (الإنجليزية)
- مارك ويليامز على موقع ناشيونال فوتبول تيمز (الإنجليزية)